# 金末莲
金末莲（韓語：김말련，1953年6月28日—），韩国前女子篮球运动员。她曾代表韩国国家队参加1988年夏季奥林匹克运动会篮球比赛，结果队伍获得第七名。她也曾参加1988年亚洲锦标赛。